# Mon Ántonia
Mon Ántonia (titre original : My Ántonia) est un roman américain de Willa Cather, paru en 1918.
C'est un récit rétrospectif narré par le personnage principal. Ántonia est le souvenir de la ténacité des pionniers et de la nostalgie du passé.

## Synopsis

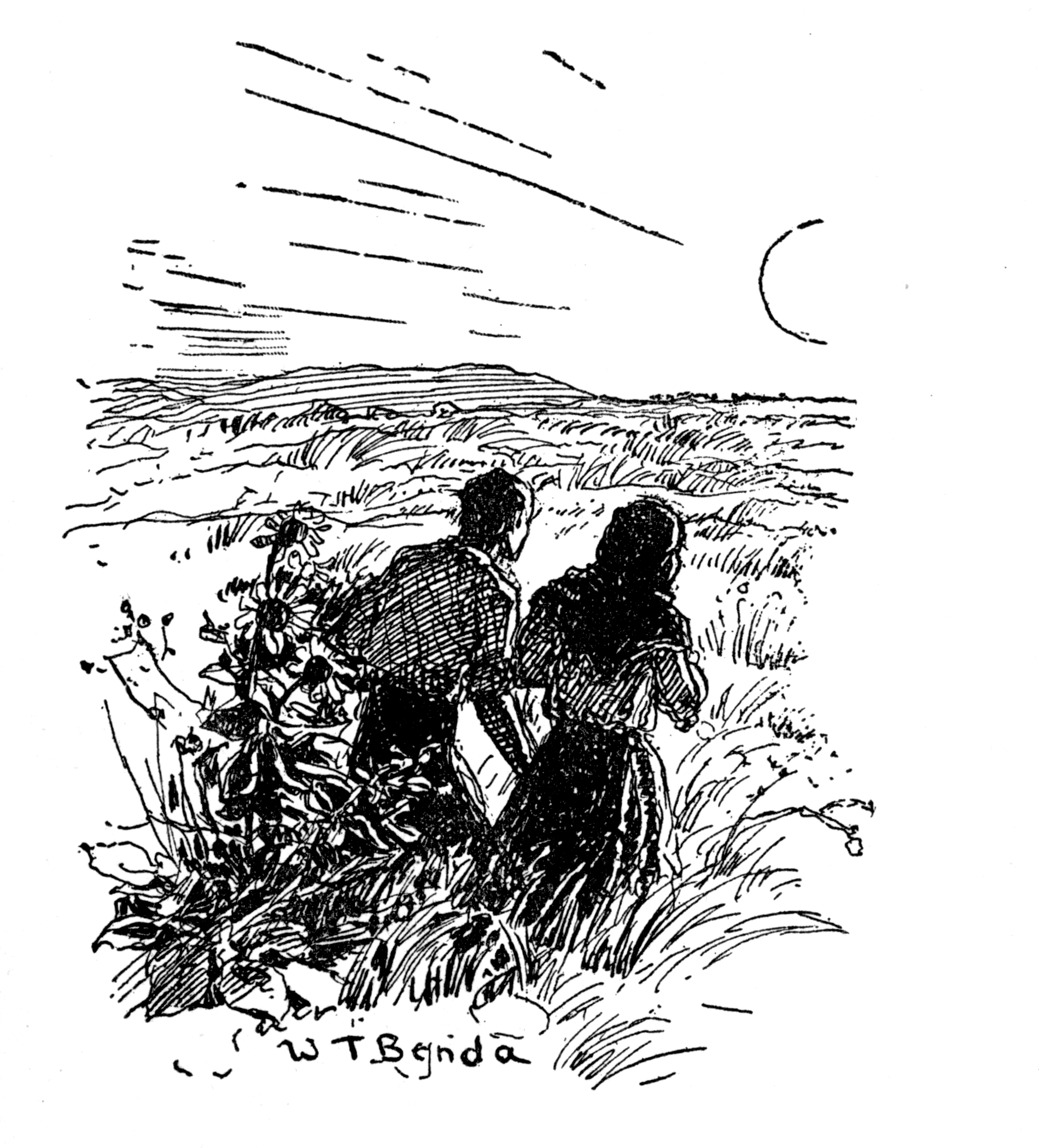
Illustration par Władysław Teodor Benda pour Mon Ántonia (1924).

Jim Burden, un jeune garçon orphelin de Virginie, vient s'installer chez ses grands-parents sur les terres du Nebraska et ses plaines infinies. Il fait la rencontre de l'aînée d'une famille immigrée tchèque, les Shimerda, et qui se prénomme Ántonia. S'ensuit le récit de ces deux enfants, unis par les mêmes valeurs, qui connaissent deux destins divergents.

## Hommage
Le livre a inspiré la chanson Antonia de Dominique A en 2001.

## Éditions françaises
- Mon Ántonia, traduit par Blaise Allan, Paris, Seghers, « Vent d'Ouest » no 22, 1967 ; réédition, Paris, UGE, « 10/18 » no 2444, 1993, 312 p.
- Mon Ántonia, traduit par Robert Ruard, Paris, Éditions Deuxtemps tierce, 1993 ; réédition, Payot & Rivages, Rivages poche no 159, 1995, 332 p.